# Emiliano Zapata (Villa Corzo)
Emiliano Zapata es una localidad del estado mexicano de Chiapas. Es parte del municipio de Villa Corzo.

## Toponimia
El nombre de la localidad rinde homenaje a Emiliano Zapata, héroe de la Revolución mexicana.

## Demografía
| Gráfica de evolución demográfica |
|                                  |

| Censo | Población |
| ----- | --------- |
| 1940  | 113       |
| 1950  | 149       |
| 1960  | 295       |
| 1970  | 788       |
| 1980  | 720       |
| 1990  | 979       |
| 2000  | 1 258     |
| 2010  | 1 496     |
| 2020  | 1 677     |